# Oldehoofsch kanaal

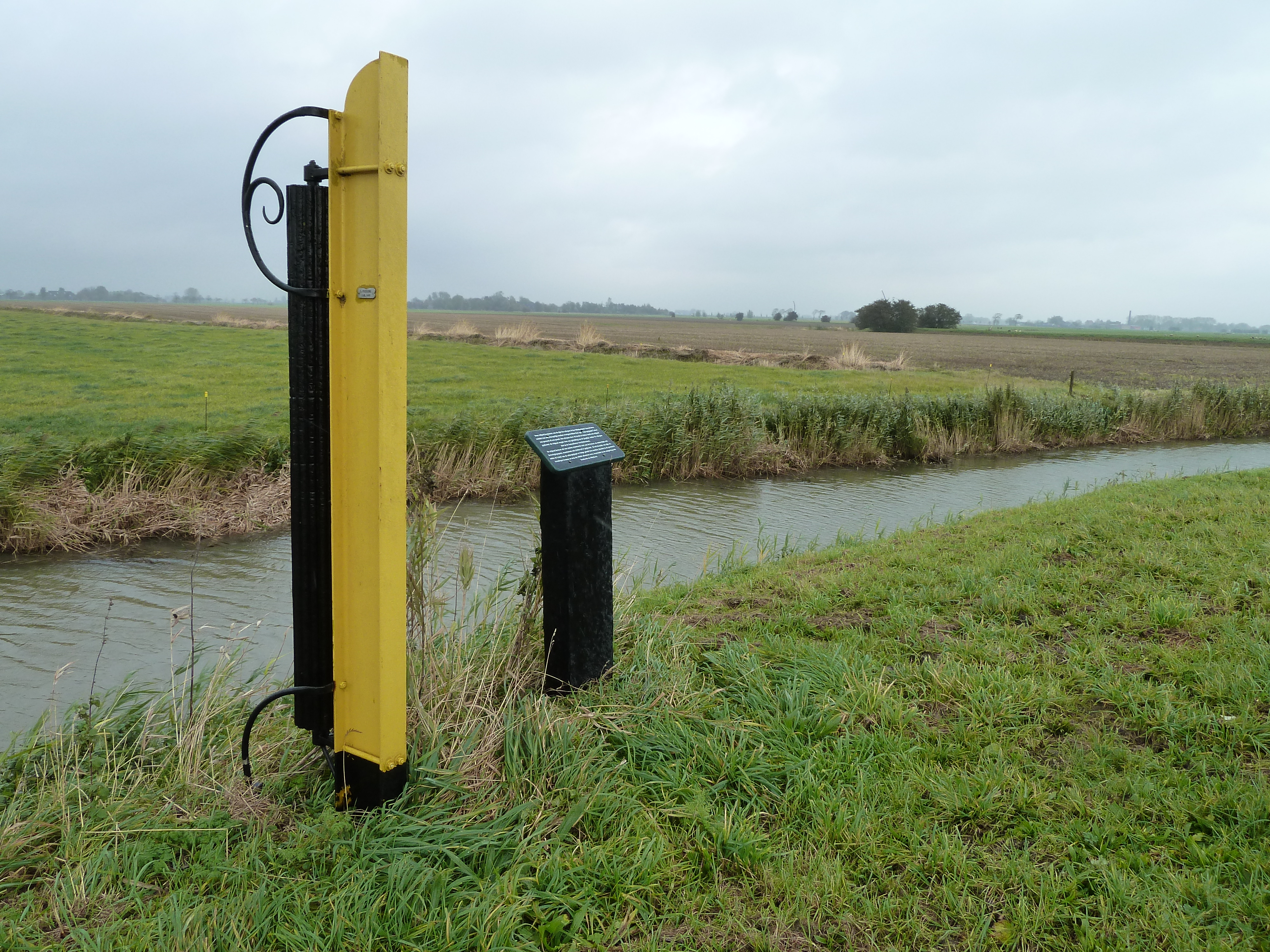
Rolpaal bij Oldehove

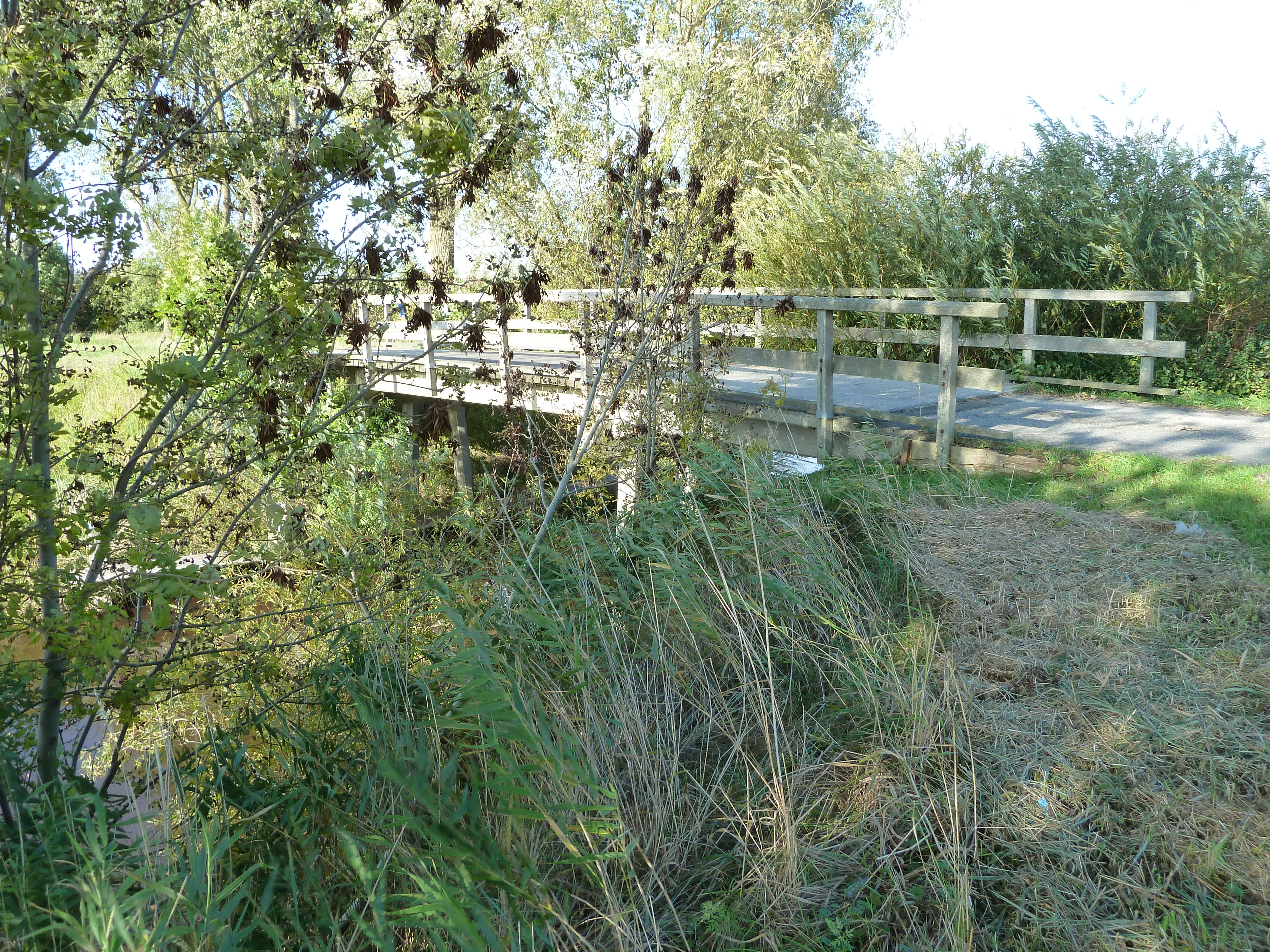
Frouketil bij de uitmonding in het Aduarderdiep

Het Oldehoofsch kanaal, ook wel Oldehoofskanaal of Oldehoofsche kanaal, is een kanaal in de Nederlandse provincie Groningen.
Tussen 1825 en 1827 werd dit kanaal gegraven in opdracht het toenmalige Saaksumerzijlvest (nu waterschap Noorderzijlvest) als nieuwe afwatering, maar vooral ook om het goederentransport te bevorderen. 
Het kanaal loopt van de Boventilstertocht bij Oldehove, langs Saaksum, Ezinge, Feerwerd, richting Frouketil in het Aduarderdiep (Schifpot). Ten zuiden van Saaksum volgt het kanaal de oude loop van de Boventilster tocht; een oude afwateringsloot waardoor het oostelijke deel van het Humsterland afwaterde via de Saaksumerzijl. Door het graven van het kanaal kon dit gebied opgenomen worden in het Aduarderzijlvest en verviel deze sluis. 
Tussen Ezinge en het Aduarderdiep volgt het kanaal in gekanaliseerde vorm de oude lopen van de vroegere Ezingertocht en Feerwerdertocht. Het laatste stuk vanaf de boerderij Mentaheerd volgt een oude (later drooggevallen) bedding van een vroeger door Middag stromende rivier.